# 브이티 (기업)
브이티(VT Co., Ltd.)는 대한민국의 화장품 기업이다. 본사는 경기도 파주시 산업단지길 139 (문발동)에 위치해 있으며 대표이사는 강승곤, 정철이다.

## 역사
- 1994년 9월 7일에 코스닥 시장에 상장하였다.
- 2023년 7월 3일에 브이티지엠피에서 현재의 상호로 변경되었으며 비핵심사업부인 라미네이팅 사업을 물적분할하여 지엠피(GMP)를 설립하였다[5]
- 2024년 보유중인 큐브엔터 주식 지분을 매각하고 리들샷 제조사 '이앤씨' 지분 인수하였다.[6]

## 종속회사
- 아더월드

## 같이 보기
- 큐브엔터테인먼트

## 참고문헌
1. ↑  하나증권 2024년 05월 14일 기업분석_Earnings Review
2. ↑  '20% 급락' 브이티 "루머가 사실 아닌 이유 세 가지", 한국경제, 2024년 1월 4일
3. ↑  브이티, IPA 플라즈마 공정 추가한 '리들샷' 특허출원, 팜뉴스, 2024년 3월 14일
4. ↑  하한가 볼 뻔한 브이티 “악성 루머, 법적 대응”, 조선비즈, 2024년 1월 4일
5. ↑  김태일, 브이티지엠피, 라미네이팅 사업부 ‘GMP’ 물적분할…코스메틱 사업부 ‘VT’ 성장에 집중, 팜뉴스, 2023년 4월 20일
6. ↑  “기업분석_Earnings Review 브이티 화장품 역대 최대 실적 기록” (PDF). 《하나증권》. 2025년 2월 27일.